# 沼ノ沢駅
沼ノ沢駅（ぬまのさわえき）は、北海道夕張市沼ノ沢にあった北海道旅客鉄道（JR北海道）石勝線（夕張支線）の駅（廃駅）である。駅番号はY21。事務管理コードは▲132104。

## 歴史

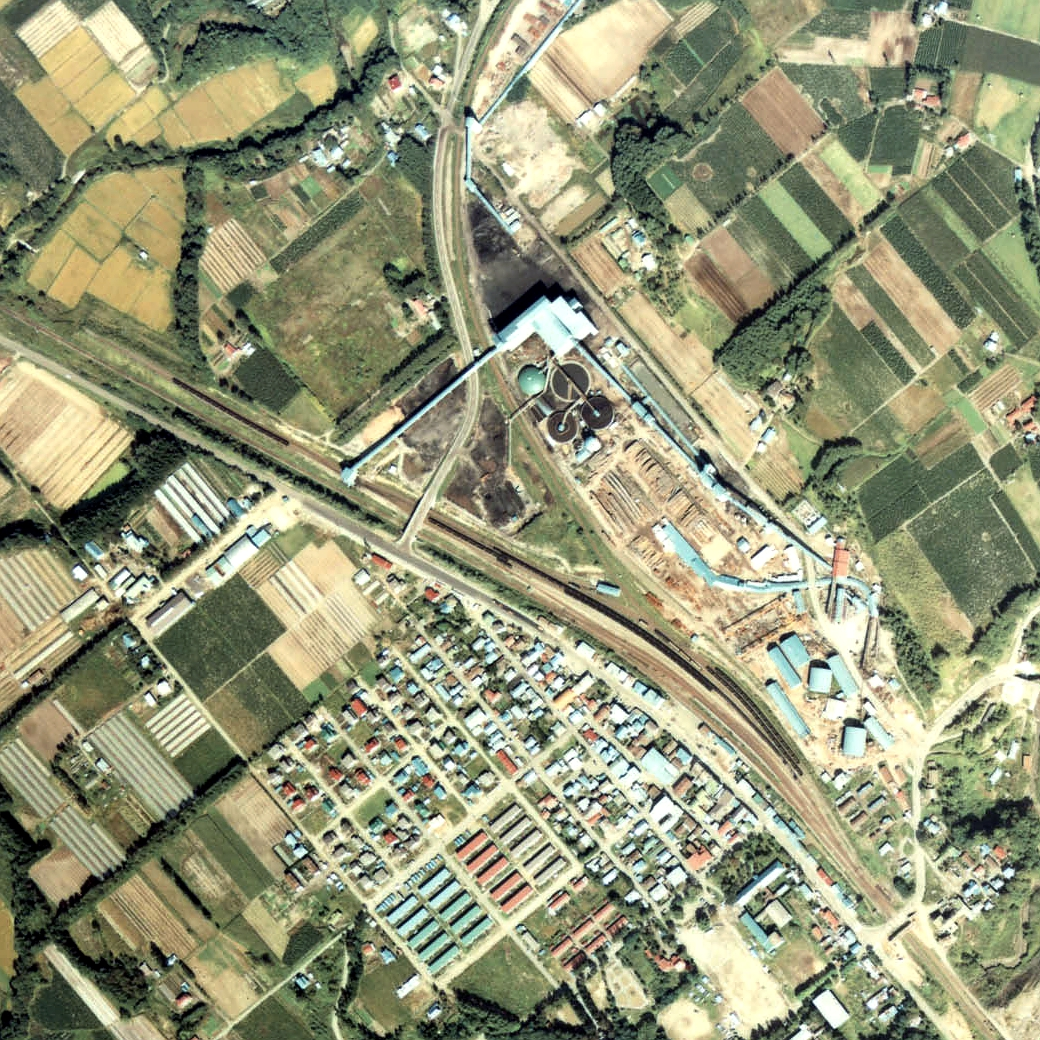
1976年の夕張線（当時）の沼ノ沢駅と周囲約1km範囲。左側が夕張方面。上へ真谷地炭鉱専用線が分岐している。駅裏に北炭夕張新炭鉱の最新選炭施設が出来、コンベアホッパーが夕張線と並行する積み込み線へ伸びるなど、少なくとも1971年頃までとは構内配線が大分様変わりしている。また、客扱いしていた1966年までは駅裏の土手に接する様に真谷地線専用ホームが設けられていて、屋根の無い跨線橋が駅舎横から連絡していたが、既に撤去されている。この後駅裏の選炭施設は1981年の北炭夕張新炭鉱ガス突出事故の翌年の閉山により、使用開始後僅か7年で廃棄放置された。

北海道炭礦鉄道が1905年（明治38年）8月に頭山満、金子元三郎より真谷地の鉱区を譲り受け、同炭鉱開発が始まると共に、貨物駅として開設されたことが当駅のはじまりであった。

### 年表
- 1905年（明治38年）11月15日：北海道炭礦鉄道の貨物駅として開業[1][4][3]。
- 1906年（明治39年）10月1日：北海道炭礦鉄道の鉄道路線国有化により、官設鉄道（国鉄）に移管[1]。
- 1909年（明治42年）10月12日：線路名称制定により、夕張線の駅となる[1]。
- 1910年（明治43年）8月16日：旅客営業を開始、一般駅となる[1][3]。
- 1911年（明治44年）：北海道炭礦汽船により真谷地砿開鉱。貯炭場より当駅まで馬車軌道敷設。
- 1913年（大正2年）12月：北海道炭礦汽船真谷地炭鉱専用鉄道が開業。馬車軌道廃止。
- 1981年（昭和56年）10月1日：路線の改編に伴い、石勝線の駅となる。
- 1986年（昭和61年）11月1日：無人駅化[5]。
- 1987年（昭和62年）
  - 4月1日：国鉄分割民営化により、JR北海道・JR貨物の駅となる[1]。
  - 10月13日：専用鉄道廃止、貨物列車の発着がなくなる。
- 1990年（平成2年）4月1日：日本貨物鉄道の駅が廃止され、貨物取扱が終了。
- 2019年（平成31年）4月1日：新夕張駅 - 夕張駅間（夕張支線）廃止に伴い廃駅[6]。
- 2023年（令和5年）11月1日：旧駅舎が解体[7]。

### 駅名の由来
駅付近の沢に沼があり、付近を「沼の沢」と呼んでいたことからの命名とされる。

## 廃止時の駅構造
単式ホーム1面1線を有する地上駅であった。新夕張駅管理の無人駅であった。旧事務室部分にテナント「レストランおーやま」が入居していたが、2020年6月に閉店した。交換を行っていた時代は駅舎側の単式ホームの他、島式ホーム1面を有し、2本のホームは千鳥式に置かれて構内踏切で結ばれていた
かつては、東部の真谷地地区へ向かって北海道炭礦汽船真谷地炭鉱専用鉄道が分岐していたため、多数の側線を有した。跨線橋を渡った国鉄駅舎の反対側に真谷地炭鉱沼ノ沢連絡所があり、この専用鉄道の乗降場となっていた。

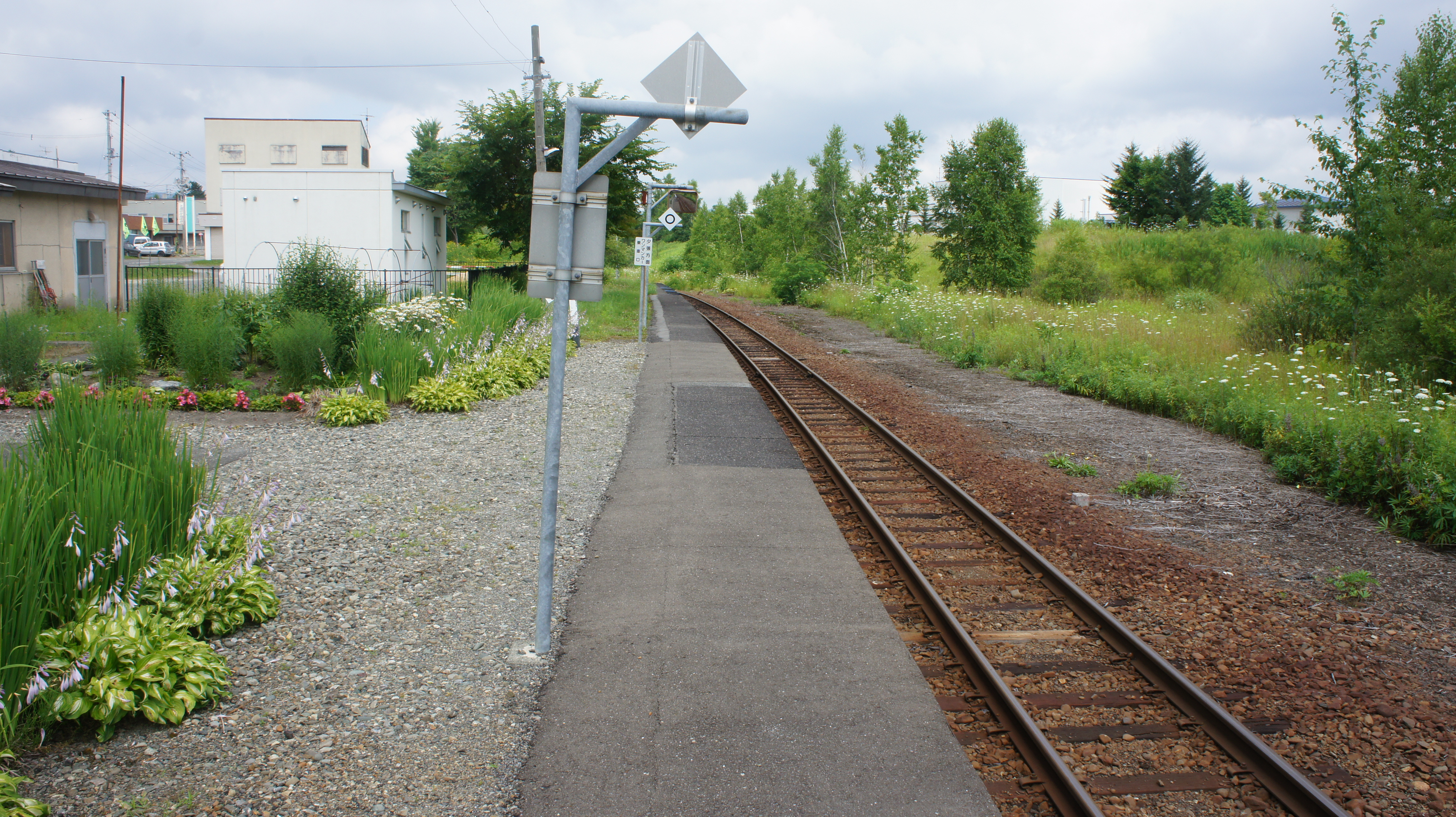
ホーム（2017年7月）
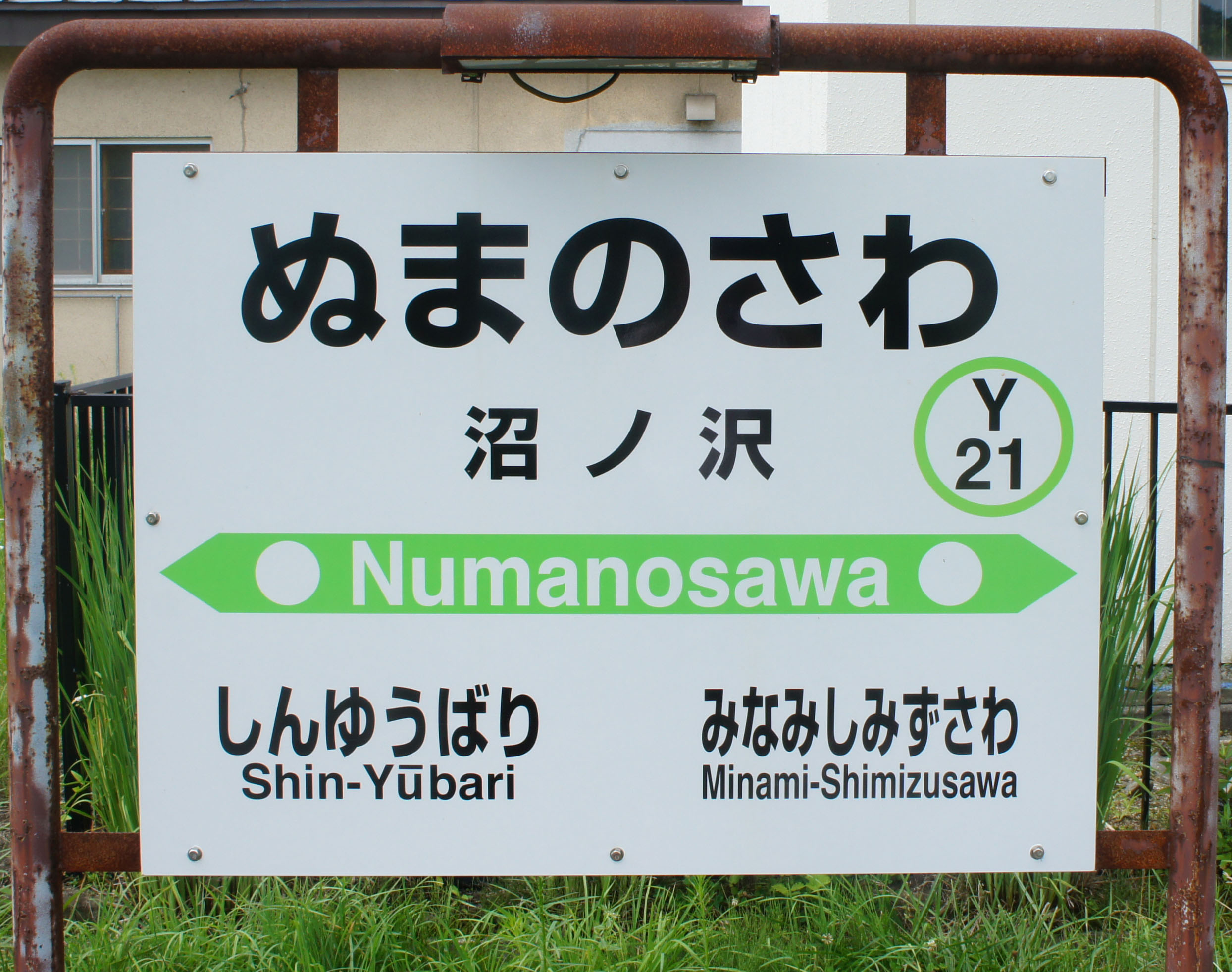
駅名標（2017年7月）

## 駅周辺
周辺は農業地帯で、夕張メロンの主産地でもある。駅前には若干の商店が道路沿いに並んでいる。
- 国道452号
- 栗山警察署沼ノ沢駐在所
- 沼ノ沢郵便局
- 夕張市農業協同組合（JA夕張市）
- 夕張市沼ノ沢ふれあいサロン
- 夕張鉄道（夕鉄バス）「沼の沢駅前」停留所 ※鉄道廃止直後（2019年4月1日）のダイヤ改正にて「沼ノ沢」に改称[10]。

## 隣の駅
北海道旅客鉄道（JR北海道）
■石勝線（夕張支線）
新夕張駅 (K20) - 沼ノ沢駅 (Y21) - 南清水沢駅 (Y22)
北海道炭礦汽船
真谷地炭鉱専用鉄道（廃止）
沼ノ沢駅  - 真栄町（6区）駅